# نانو (سابقة)
نانو (باللاتينية: Nano) سابقة وحدات عشرية في النظام المتري تشير إلى 10−9، وتعني واحد من مليار. تم إضافتها كسابقة وحدات في نظام الوحدات الدولي عام 1960، ويرمز لها n.